# Hästskotjärnen (Malå socken, Lappland)
Hästskotjärnen är en sjö i Malå kommun i Lappland och ingår i Umeälvens huvudavrinningsområde.